# خسرو شمشیرگران
خسرو شمشیرگران متولد ۱۳۲۳ تهران است. وی فعالیت دوبله را از سال ۱۳۴۹ آغاز کرد. خسرو شمشیرگران بیشتر به گویندگی آنونس و عنوان‌بندی فیلم‌ها و سریال‌ها از جمله سریال ارتش سری پرداخته‌است. همچنین وی راوی سریال امام علی بود.

## آثار هنری صداپیشه

### کارتون
- شیر شاه (۱۹۹۴) - اسکار
- اسم تو

### فیلم
- پنجره پشتی (1954) آلفرد هیچکاک
- سایه شوگان (1989)
- کتاب جنگل (۲۰۱۶) - شیرخان[۱]
- دزدان دریایی کارائیب
- هابیت
- جوکر  Joker 2019

### گویندگی تیتراژ فیلم‌ها
- داستان دو شهر (۱۹۳۵) - دوبله دوم
- بربادرفته (۱۹۳۹) - دوبله دوم
- مردی برای تمام فصول  (1966)
- پنجره پشتی (1954) آلفرد هیچکاک
- دی دی و ارثیه فامیلی (۱۹۸۵)
- سایه شوگان (1989)
- دیگران (۲۰۰۱)
- ساعت‌ها (۲۰۰۲)
- گاهی خوشی گاهی غم (۲۰۰۱)
- خائن(۲۰۱۹)
- شوالیه بی سر Sleepy Hollow  (1990)

### مجموعه تلویزیونی
- ارتش سری 1979-1977 Secret Army
- شرلوک هلمز 1984 قسمت ( آخرین خون آشام )
- کنت مونت کریستو ( مینی سریال ) 1998 ( نقش ویلفور دادستان )
- پوآرو 1989 ، فصل سوم قسمت اول (رابطه مرموز در دهکده استایلز، نقش : قاضی)
- Endeavour  2013 فصل یک قسمت سوم ، فصل دوم قسمت دوم ، فصل 5 قسمت دوم ، فصل 6 قسمت 4
- حادثه جو ( در ایران ) Hannay 1988-1989
- امام علی (راوی)
- جابر بن حیان (مجموعه تلویزیونی) (راوی)
- مسافر ری (راوی)